# Pont Kennedy (Stadtviertel)
Pont Kennedy ist ein Stadtviertel (französisch: quartier) im Arrondissement Niamey V der Stadt Niamey in Niger.

## Geographie

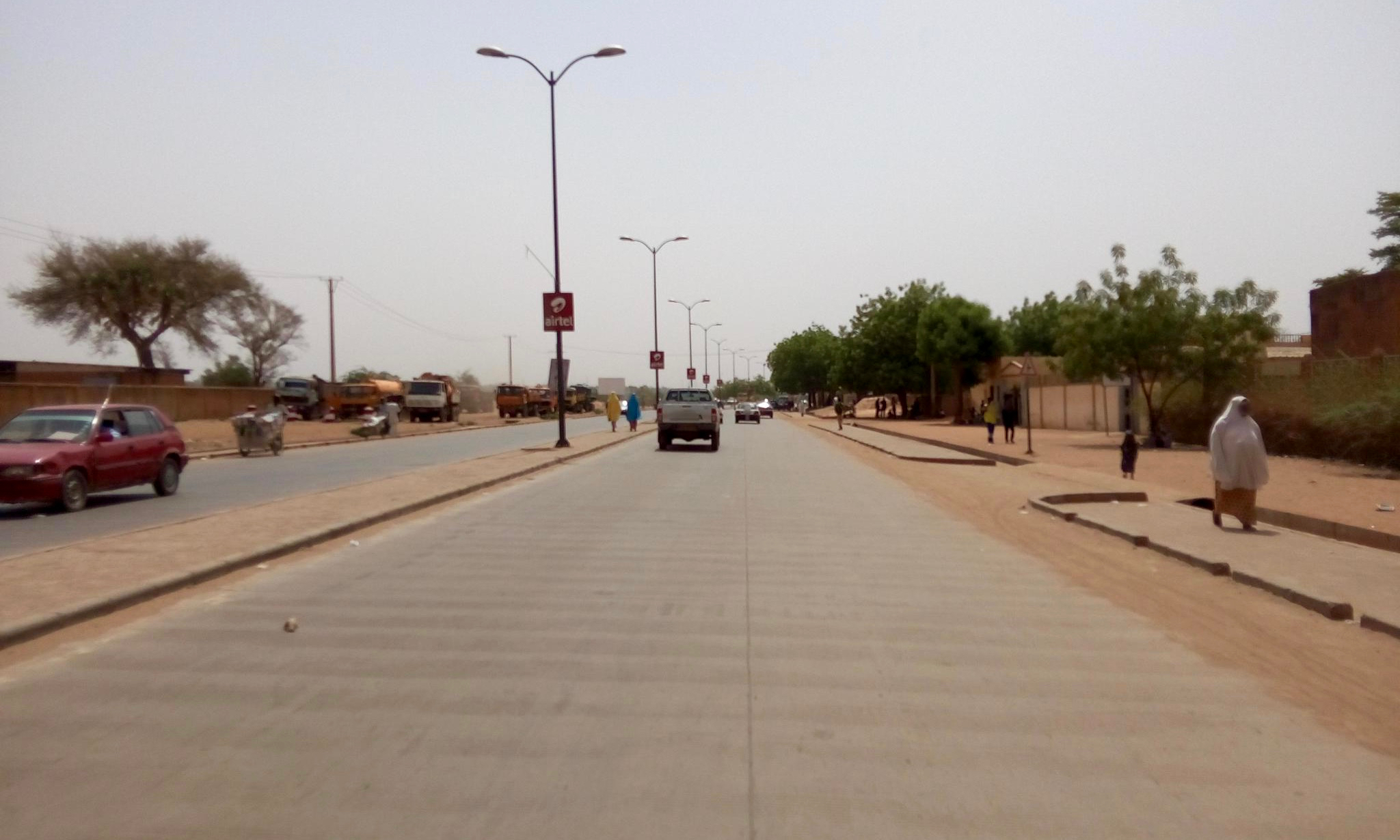
Boulevard du Developpement am nördlichen Rand von Pont Kennedy (2018)

Das Stadtviertel ist nach der etwa anderthalb Kilometer entfernten gleichnamigen Straßenbrücke Pont Kennedy über den Fluss Niger benannt, die 1970 eröffnet wurde. Es grenzt im Norden an das Gelände des Centre Régional AGRHYMET, im Osten an das Stadtviertel Gawèye, im Süden an das Stadtviertel Kirkissoye und im Westen, jenseits der Nationalstraße 27, an das Stadtviertel Banga Bana. Pont Kennedy erstreckt sich über eine Fläche von etwa 37,3 Hektar. Das Stadtviertel liegt auf einem Alluvialboden, der eine Einsickerung ermöglicht. Das Grundwasser ist gefährdet verunreinigt zu werden.
Das Standardschema für Straßennamen in Pont Kennedy ist Rue KI 1, wobei auf das französische Rue für Straße das Kürzel KI für Kirkissoye und zuletzt eine Nummer folgt. Dies geht auf ein Projekt zur Straßenbenennung in Niamey aus dem Jahr 2002 zurück, bei dem die Stadt in 44 Zonen mit jeweils eigenen Buchstabenkürzeln eingeteilt wurde. Diese Zonen decken sich zumeist nicht mit den administrativen Grenzen der namensgebenden Stadtteile. So wird das Schema Rue KI 1 nicht nur in Kirkissoye selbst, sondern unter anderem auch in Pont Kennedy angewendet.

## Geschichte
Pont Kennedy entstand in den 1970er Jahren, als sich die Stadt Niamey auf das rechte Ufer des Nigers auszudehnen begann. Während des Uran-Booms von 1977 bis 1980 kauften aus Niamey stammende Angestellte der Bergwerke im Norden des Landes hier Grundstücke. In den 1980er Jahren waren vorübergehend Pont Kennedy und Gawèye verwaltungsmäßig zu einem Stadtviertel fusioniert.

## Bevölkerung
Bei der Volkszählung 2012 hatte Pont Kennedy 5617 Einwohner, die in 996 Haushalten lebten. Bei der Volkszählung 2001 betrug die Einwohnerzahl 6518 in 995 Haushalten und bei der Volkszählung 1988 belief sich die Einwohnerzahl auf 5056 in 920 Haushalten.

## Infrastruktur
Die öffentliche Grundschule Ecole primaire de Pont Kennedy wurde 1985 gegründet.